# Харківський підшипниковий завод
ПАТ Харківський підшипниковий завод (ПАТ «ХарП») — машинобудівний завод, що випускає підшипники з 1947 року. Входить до Індустріальної групи УПЕК. Завод розташований в місті Харкові та займає площу 45,54 га.

## Характеристики заводу
Розроблена, впроваджена та функціонує сертифікаційна система якості ISO 9002, що забезпечує управління організаційною, комерційною, технічною діяльністю підприємства і гарантує виконання вимог замовника у встановлені строки та в повному обсязі
Продукція підприємства поставляється більш ніж в 50 країн світу. Тому з впевненістю можна сказати, що торгова марка «ХарП» відома практично в усіх куточках земної кулі. Спираючись на багаторічний досвід роботи та сучасні технології виробництва, підприємство гарантує високу якість, надійність та тривалу експлуатацію виробленої продукції.
Харківський підшипниковий завод — це: — лідер у виробництві підшипників в Україні; — один з головних виробників підшипників залізничного, сільськогосподарського та автомобілебудівного призначення серед заводів країн СНД; — стабільний і надійний діловий партнер на внутрішньому та світовому ринку.
За конструктивними особливостями підшипники підрозділяються на групи: — радіальні шарикові однорядні (з захисними шайбами); — радіальні шарикові однорядні з ущільнювачами; — радіально — опорні кулькові; — радіальні шарикові сферичні дворядні (на закріпленій впиріщильці, з конічним отвором); — радіальні роликові з короткими циліндричними роликами.
Враховуючи вимоги споживачів, підшипники для автомобільної та електротехнічної промисловості випускаються підвищених класів точності з додатковими технічними вимогами по рівню вібрації
Діапазон виробленої продукції: — маса від 30 грам до 45 кілограмів — внутрішній діаметр від 10 до 180 міліметрів